# Tumulus von Tumiac

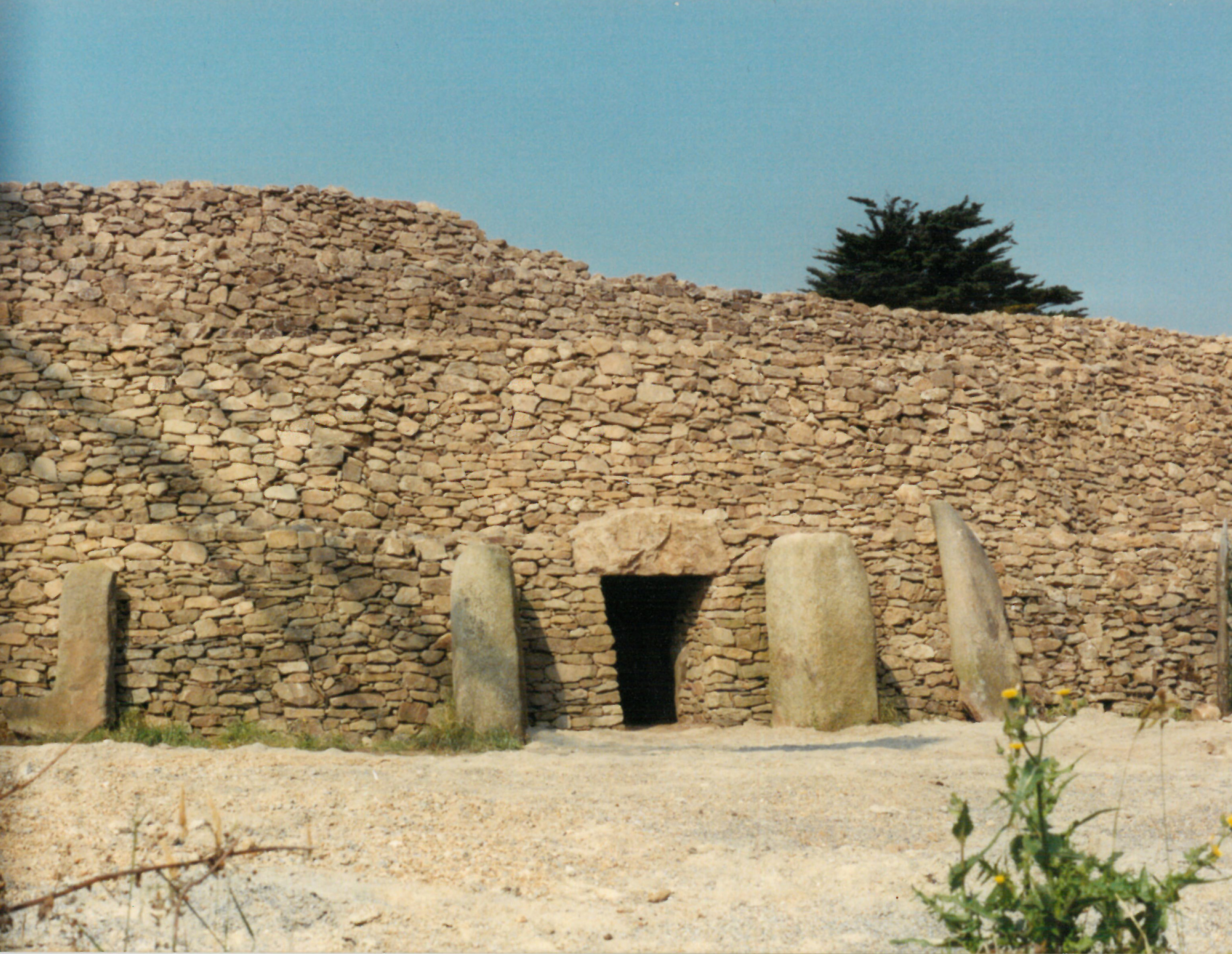
Ansicht während der Restaurierung

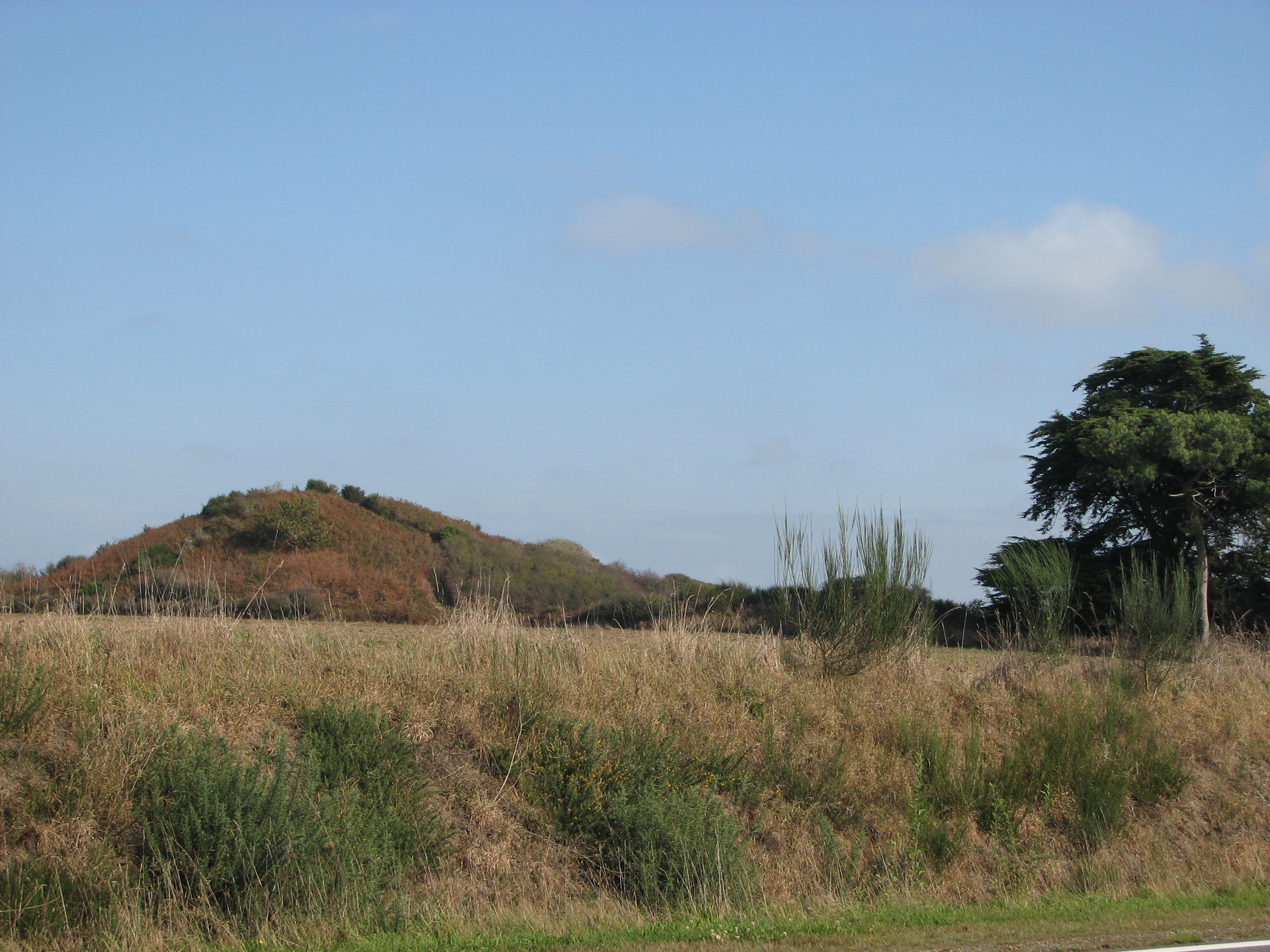
Ansicht von Südwesten

Der Tumulus von Tumiac (auch Butte de César genannt) ist ein Hügelgrab in der Gemeinde Arzon auf der Rhuys-Halbinsel im Département Morbihan in der Bretagne in Frankreich. Es wurde 1853 erstmals archäologisch untersucht. Der etwa 15,0 m hohe Tumulus hat einen Umfang von etwa 200 m, die Maße sind 50 m in der Breite und 60 m in der Länge. Die Kraggewölbe-Kammer, mit drei Tragsteinen (2,65 bis 2,85 m lang und 1,3 m hoch) misst 2,4 × 2,4 m und hat einen 1,8 m langen Vorraum.
1853 wurde eine kleine Kammer mit gravierten Wänden sowie polierten Beilen und Gehängen aus kostbaren Steinen entdeckt. Man stieg auf einer Treppe zur Kammer hinab, die wegen Einsturzgefahr aufgegeben werden musste. Dieser Bereich wurde später verfüllt. Tumiac zählt wie der Tumulus St. Michel in Carnac und Mané-er-Hroek in Locmariaquer zu den großen carnacäischen Tumuli, den bedeutendsten Grabmonumenten der Jungsteinzeit, die um 4000 v. Chr. entstanden.
Von hier aus, so sagt die Überlieferung, habe Caesar die dank einer Wetterberuhigung für die Römer siegreiche Seeschlacht gegen die Veneter verfolgt.
Seit 1904 steht das Hügelgrab unter Denkmalschutz Umfangreichere Restaurierungsarbeiten fanden im Jahre 1993 statt, dauerten fast ein Jahr und kosteten 6 Mio. Francs.